# Чикана
Чикана (Chicanná) са руини на древен град на маите, които се намират в мексиканския щат Кампече. Древният град се намира само на два километра западно от друг град на маите – Бекан. Чикана е бил населен в периода между 300 и 1100 сл. Хр. Чикана е един от най-ярките примери в региона за смесване на архитектурните стилове: сградите са построени в архитектурен стил “Рио Бек” и “Ченес”, дори има сгради и в северния архитектурен стил “Пуук”. В градът няма големи пирамиди, а преобладават сравнително малки по размери сгради окрасени с орнаменти и висококачествено изработени декорации, което предполага че Чикана е бил център на регионалния елит.